# Saxifrage rude
Saxifraga aspera
Espèce
La Saxifrage rude (Saxifraga aspera) est une espèce de plantes de la famille des Saxifragacées.